# Minuspio cirrifera
Minuspio cirrifera är en ringmaskart som först beskrevs av Wiren 1883.  Minuspio cirrifera ingår i släktet Minuspio och familjen Spionidae. Inga underarter finns listade i Catalogue of Life.